# 提爾鋒
提爾鋒（Tyrfing; Tirfing; Tyrving）。北歐神話中的魔劍，詞源不明，可能與四世紀羅馬文獻中的特尔温吉人有關。提爾鋒出現在《詩體埃達》〈Hervararkviða〉和《赫爾薇爾薩迦》（Hervarar saga），又稱「斬裂劍」。
傳說中，加達利基的統治者，奧丁（Odin）之孫斯瓦弗爾拉梅王（King Sigrlami）設計陷阱，趁著矮人杜華林（Dvalin）和杜林（Durin）離開棲身的岩洞時，捉住他們，逼他們打造一把「黃金劍柄和腰帶，百發百中、永不朽壞、削鐵如衣的劍」。矮人們造出劍後，劍發出烈焰般的光芒。但為了報復斯瓦弗爾拉梅的威脅，矮人在劍上下了詛咒：此劍一出鞘，便要有人命喪劍下。此劍將會導致三個悲劇，還要取走斯瓦弗爾拉梅的性命。斯瓦弗爾拉梅聽聞詛咒，憤而拔劍，企圖殺死矮人，矮人卻瞬間消失在岩石中，徒留深深插入岩石裡的提爾鋒。

## 歷程
斯瓦弗爾拉梅王得到提爾鋒 之後，在眾多戰役中都獲得了勝利，後來他與入侵領土的狂戰士亞倫格林（Arngrim）決鬥時，再次拔出提爾鋒劍應戰，但劍刺穿對手的盾牌後，直接釘死在地上，離開了斯瓦弗爾拉梅掌握。亞倫格林拔出地上的劍，反將斯瓦弗爾拉梅殺掉。提爾鋒接著由亞倫格林之子安根提爾繼承，結果他因為持有此劍被盯上，在薩姆斯島被殺，提爾鋒落入丹麥統治者雅爾瑪（Hjalmar）手中。雅爾瑪在之後的歷險中，因為拔劍出鞘未能見血，被提爾鋒所傷。雅爾瑪自知傷重，為自己歌唱輓歌，要求他的挪威義兄弟歐瓦奧德把自己的遭遇帶回烏普薩拉，轉述給心愛的英格柏（Ingeborg）公主，旋即死去。此為提爾鋒造成的第一個悲劇。
安根提爾之女赫爾薇爾（Hervor）自幼喜愛戰鬥，她女扮男裝，化名「赫瓦德」（Hjörvard）加入維京海盜，成為艦隊之主。她聽聞提爾鋒的故事，便登上薩姆斯島，召喚父輩的亡靈，想兌現她對魔劍的繼承權。不得已之下，安根提爾顯靈在赫爾薇爾面前，告訴女兒魔劍的詛咒、預言她的子嗣將因詛咒受災，部族將毀於提爾鋒。但赫爾薇爾不為所動，最終取得了提爾鋒。後來，她回到陸地，接受約頓海姆Glæsisvellir王古德蒙之子霍鋒德（Höfund）求婚，古德蒙王此後將王國交給了這對年輕的夫妻。他們的婚姻幸福美滿，並生下了兩個兒子，赫爾薇爾以父親的名字將長子命名為安根提爾，次子則名為赫德雷克。赫爾薇爾將魔劍送給小兒子赫德雷克，某天，兩兄弟在一起散步，赫德雷克將魔劍拔出劍鞘，展示給哥哥看，不料，安根提爾二世被劍誤傷，因而死去，應驗了魔劍出鞘必有人喪命的詛咒。此為提爾鋒造成的第二個悲劇。
赫德雷克後來成為哥德王，人稱「智者赫德雷克」。他在貿易與征服中渡海來到喀爾巴阡，伴隨他的八名奴隸覬覦他的劍，在夜中入侵他的帳篷，用提爾鋒殺了他。此為提爾鋒造成的第三個悲劇。哥德王之位由赫德雷克之子安根提爾三世繼承，他的同父異母兄弟吉茲王洛德要求分得一半的國土，被安根提爾拒絕，於是洛德率領343,200名匈人進攻哥德，導致哥德與匈人之戰，屍橫遍野，血流盈谷，兩人的姐妹盾女小赫爾薇爾也死於這場戰爭之中。安根提爾的後裔成為日後的瑞典蒙索王朝。
這柄劍的故事與詛咒魔戒安德華拉諾特（Andvarinaut）有相似之處。

## 外觀
提爾鋒是雙手劍，有雙面刃，劍刃是鐵鑄，閃爍着火焰般的光芒，且絕對不會鏽蝕。劍柄為黃金鑄造，鑲有寶石，且刻有盧恩（Runes）文字，也許就是詛咒的咒文。

## 影響
英國作家麥克·莫考克的奇幻作品《艾爾瑞克》系列中一把名為「興風者（Stormbringer）」的魔劍，很明顯可以看出其原型就是來自斬裂劍提爾鋒。和提爾鋒相同，與風劍只要出鞘就必須殺人，並將魔力灌注到主人艾爾瑞克身上，讓病弱的艾爾瑞克可以得到健康和力量。但持有與風劍的艾爾瑞克卻也漸漸失去心神，殺害了自己的至親好友，最後也命喪此劍。托爾金筆下命喪於「死亡之鐵」古桑格的圖林·圖倫拔故事亦有相似之處。
在网游《EVE online》中，米玛塔尔共和国的铁骑轰炸机名为斩裂剑。